# Grabfeld
Grabfeld è un comune di 5 610 abitanti della Turingia, in Germania.
Appartiene al circondario di Smalcalda-Meiningen.

## Storia
Il 1º gennaio 2019 venne aggregato al comune di Grabfeld il comune di Wölfershausen.